# Richard Köhler

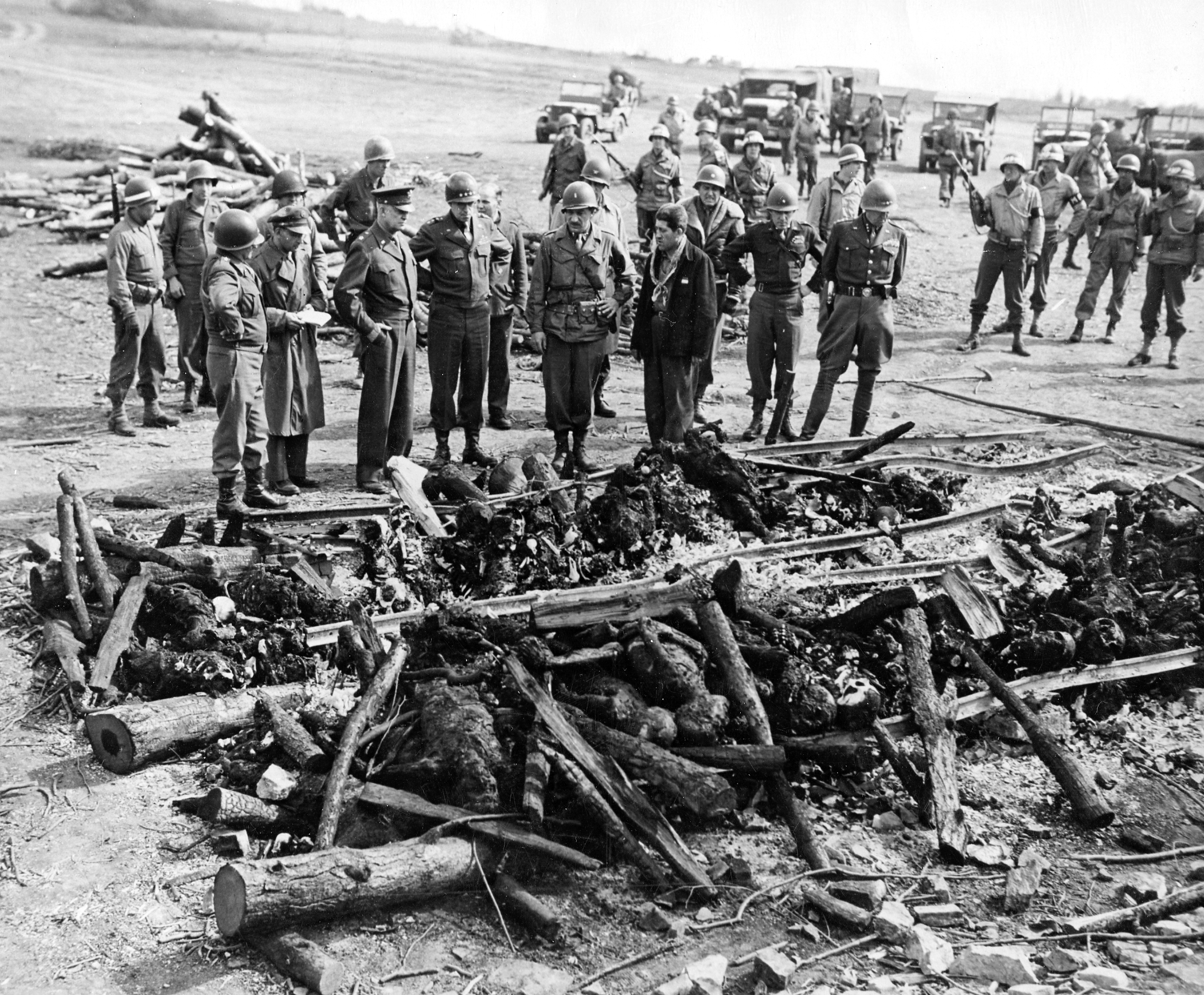
De förkolnade resterna av dödsoffer i lägret Ohrdruf.

Richard Köhler, född 12 januari 1916, död 26 november 1948 i Landsberg am Lech, var en tysk SS-Unterscharführer och dömd krigsförbrytare. 

## Biografi
Köhler tillhörde koncentrationslägret Buchenwalds personal från november 1944 till april 1945. Han ingick i Kommando 99, som verkställde avrättningarna i lägret. I januari 1945 utsågs Köhler till Kommandoführer i Ohrdruf, som var ett av Buchenwalds satellitläger. Den 8 april 1945 ledde han en evakueringstransport med Flossenbürg som destination.
Efter andra världskriget greps Köhler och ställdes 1947 tillsammans med 30 andra misstänkta krigsförbrytare inför rätta vid Buchenwaldrättegången. Han uppgav för rätten, att han hade blivit misshandlad då han greps och att hans bekännelse hade framtvingats med våld. Den 14 augusti 1947 dömdes Köhler till döden genom hängning. Han avrättades i Landsbergfängelset den 26 november 1948.